# 山本佑美
山本 佑美（やまもと ゆみ、1989年8月20日 - ）は、日本の女性ファッションモデル。トヨタオフィス所属。神奈川県川崎市出身。

## 略歴
- 2006年、ハイティーン向けファッション雑誌「セブンティーン」（集英社）のミスセブンティーンに選ばれ、専属モデルとなる。2009年4月号をもってセブンティーンを卒業した。
- 2009年10月、雑誌non-noのノンノ・フレンドに選ばれる。
- 2010年6月に結婚。non-noを卒業した。(ノンノ　2010年15・16合併号より)

## 人物
- 趣味・特技はピアノ、歌うこと、バスケットボール、お菓子作り[1]。
- 猫を5匹飼っている。
- 姉が1人いる[2]。

## 出演

### 雑誌
- セブンティーン（集英社、2006年～2009年4月号）専属モデル
- non-no（集英社、2009年10月～）ノンノ・フレンド

### テレビ
- 恋ふぁく〜みんなで恋しよ!ケータイ小説FACTORY〜（メ〜テレ、2008年7月29日 - ）